# Olkhovka (Romànovka)
|  | Per a altres significats, vegeu «Olkhovka». |

Olkhovka (en rus: Ольховка) és un poble de l'óblast de Saràtov, a Rússia, segons el cens del 2010 tenia 2 habitants. Pertany al districte municipal de Romànovka.